# Yến cọ
Cypsiurus balasiensis là một loài chim trong họ Apodidae.

## Hình ảnh

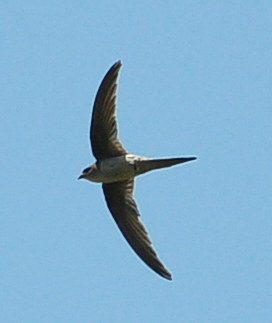
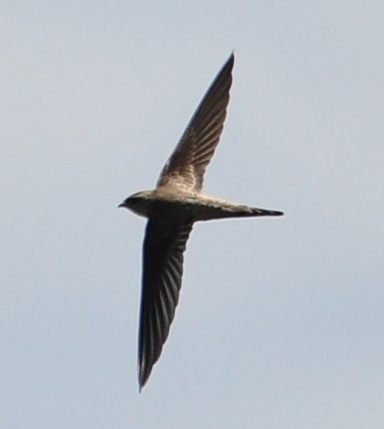